# Denise Parker
Denise Parker, (Salt Lake City, 12 de dezembro de 1973) é uma arqueira estadunidense, medalhista olímpica, Ela é bicampeã pan-americana no individual e três vezes por equipes.

## Carreira
Denise Parker representou seu país nos Jogos Olímpicos de 1988, 1992 e 2000 ganhando a medalha de bronze por equipes em Seul.